# New York Red Bulls
A New York Red Bulls az amerikai labdarúgó-bajnokság, a Major League Soccer egyik csapata. Székhelyük Secaucusban, New Jersey államban van.
A klubot 1994-ben alapították New York/New Jersey MetroStars néven, 1997-től 2005-ig pedig csak MetroStarsnak hívták őket. 2006. március 9-én a klubot megvásárolta az osztrák Red Bull GmbH, ekkor nevezték át a csapatot mai nevére.
A csapat stadionja a 2010-es szezonra megnyitott új Red Bull Arena, mely több mint 25 000 fő befogadására képes.

## Játékkeret
2023. május 3. szerint.
| #  |     | Poszt | Név                                             |
| -- | --- | ----- | ----------------------------------------------- |
| 1  | BRA | K     | Carlos Coronel                                  |
| 2  | USA | V     | Jayden Reid                                     |
| 3  | USA | V     | Matt Nocita                                     |
| 4  | COL | V     | Andrés Reyes                                    |
| 5  | USA | KP    | Peter Stroud                                    |
| 6  | USA | V     | Kyle Duncan (kölcsönben az Oostende csapatától) |
| 7  | JAM | CS    | Cory Burke                                      |
| 8  | USA | KP    | Frankie Amaya                                   |
| 10 | SCO | KP    | Lewis Morgan                                    |
| 11 | BRA | CS    | Elias Manoel                                    |
| 12 | USA | V     | Dylan Nealis                                    |
| 13 | BEL | CS    | Dante Vanzeir                                   |
| 15 | USA | V     | Sean Nealis                                     |
| 16 | ENG | KP    | Dru Yearwood                                    |
| 17 | USA | CS    | Cameron Harper                                  |
| 18 | USA | K     | Ryan Meara                                      |

| #  |     | Poszt | Név                   |
| -- | --- | ----- | --------------------- |
| 19 | VEN | KP    | Wikelman Carmona      |
| 21 | USA | KP    | Omir Fernandez        |
| 22 | USA | CS    | Serge Ngoma           |
| 23 | VEN | KP    | Cristian Cásseres Jr. |
| 24 | USA | V     | Curtis Ofori          |
| 40 | USA | K     | AJ Marcucci           |
| 47 | USA | V     | John Tolkin           |
| 48 | GHA | KP    | Ronald Donkor         |
| 65 | UGA | KP    | Steven Sserwadda      |
| 74 | USA | CS    | Tom Barlow            |
| 75 | USA | KP    | Daniel Edelman        |
| 82 | BRA | KP    | Luquinhas             |
| 91 | USA | KP    | Bento Estrela         |
| 98 | CMR | V     | Hassan Ndam           |

## Vezetőedzők
- Eddie Firmani (1996)
- Carlos Queiroz (1996)
- Carlos Alberto Parreira (1997)
- Alfonso Mondelo (1998)
- Bora Milutinović (1998–99)
- Octavio Zambrano (2000–02)
- Bob Bradley(2003–05)
- Mo Johnston(2005–06)
- Richie Williams (2006 – ideiglenes edző)
- Bruce Arena(2006–07)
- Juan Carlos Osorio(2008–09)
- Richie Williams (2009 – ideiglenes edző)
- Hans Backe (2010–12)
- Mike Petke (2012-2015)
- Jesse Marsch (2015-2018)
- Chris Armas (2018-2020)
- Bradley Carnell (2020 – ideiglenes edző)
- Gerhard Struber (2020–2023)
- Troy Lesesne (2023–)

## Sikerek
- MLS
  - Ezüstérmes (2): 2008, 2024

- US Open Cup
  - Döntős (2): 2003, 2017

## Klubrekordok
Az adatok csak az alapszakasz mérkőzéseit tartalmazzák, a 2019-es MLS-szezonnal bezárólag.
- Mérkőzések:  Luis Robles, 206
- Gólok:  Bradley Wright-Phillips, 106
- Gólpasszok:  Sacha Kljestan, 56
- Kapott gól nélküli mérkőzések:  Luis Robles, 63

## Tulajdonosok
- John Kluge és Stuart Subotnick (1995–2001)
- Anschutz Entertainment Group (2001–2006)
- Red Bull GmbH (2006–)

## Stadionok
- Giants Stadion (1996–2009)
- Red Bull Arena (2010–)

## Lásd még
- RB Leipzig
- Red Bull Bragantino
- EC Red Bull Salzburg
- EHC Red Bull München
- FC Red Bull Salzburg
- New York Red Bulls U23